# Xihu (Miaoli)
Xihu (chinesisch 西湖鄉, Pinyin Xīhú Xiāng) ist eine Landgemeinde (鄉,  Xiāng) im Landkreis Miaoli in der Republik China (Taiwan).

## Beschreibung
Xihu liegt südwestlich angrenzend an die Kreishauptstadt Miaoli, etwa 2,5 Kilometer von der Küste entfernt. Die angrenzenden Gemeinden sind neben Miaoli Tongxiao im Südwesten, Houlong im Norden, sowie Tongluo im Südosten. Flächenmäßig ist Xihu mit 41,08 km² die zweitkleinste Gemeinde im Landkreis (vor der Kreishauptstadt Miaoli) und in Bezug auf die Einwohnerzahl die drittkleinste (vor Sanwan und Shitan). Größtes Fließgewässer ist der gleichnamige kleine Fluss Xihu oder Xihu Xi (西湖溪,  Xīhú xī), der in gewundenem Verlauf entlang der Längsachse von Xihu von Südosten nach Nordwesten zieht.

## Geschichte
Während der Zeit der japanischen Herrschaft (1895–1945) wurde das Dorf (庄,  Zhuāng) Sihu eingerichtet (四湖庄,  Sìhú Zhuāng). Nach Übernahme Taiwans durch die Republik China nach Ende des Zweiten Weltkrieges wurde Sihu am 11. Januar 1946 als Landgemeinde (鄉,  Xiāng) reorganisiert. Am 25. Oktober 1950 wurde der Landkreis Miaoli neu eingerichtet und Sihu war danach eine Gemeinde im Landkreis Miaoli. Aufgrund der Namensgleichheit mit der Gemeinde Sihu im Landkreis Yunlin, wurde Sihu im Landkreis Miaoli am 3. August 1954 in Xihu (西湖,  Xīhú – „Westsee“) umbenannt.

## Bevölkerung
Die Bewohner Xihus gehören mehrheitlich der Hakka-Volksgruppe an.
Ende 2019 lebten 40 Angehörige indigener Völker in Xihu, was einem Bevölkerungsanteil von 0,6 % entsprach.
| Gliederung Xihus |
|                  |

## Verwaltungsgliederung
Xihu ist in 9 Dörfer (村,  Cūn) gegliedert:
1 Erhu (二湖村)

2 Hudong (湖東村)

3 Sanhu (三湖村)

4 Jinshi (金獅村)

5 Longdong (龍洞村)

6 Sihu (四湖村)

7 Xiapu (下埔村)

8 Wuhu (五湖村)

9 Gaopu (高埔村)

## Verkehrsverbindungen
Im Westen durchzieht die Nationalstraße 3 (Autobahn) von Nordnordost nach Südsüdwest das Gebiet von Xihu. Zum Teil parallel zu dieser verläuft von Nordnordosten die Provinzstraße 1, bevor sie scharf nach Westen in Richtung Küste abbiegt. Größtenteils entlang des Flusses Xihu Xi zieht die Kreisstraße 119 und ganz im Süden hat die Kreisstraße 128 einen kurzen Verlauf durch Xihu. Ungefähr einen Kilometer weiter landeinwärts verläuft parallel zur Autobahn die Trasse der Taiwanischen Hochgeschwindigkeitsbahn (THSR), die in Xihu allerdings keinen Halt hat.

## Wirtschaft
Xihu ist landwirtschaftlich geprägt. Bekannt sind die Wendan (文旦)-Pampelmusen, die auf etwa 167 ha angebaut werden. Andere Produkte sind Süßkartoffeln, Longan und Zitrusfrüchte (Orangen, Ponkan), letztere vor allem im Dorf Longdong, sowie in geringeren Mengen Ashitaba, Bittermelonen und Weintrauben.

## Besonderheiten
Xihu bietet Möglichkeiten zum Landwirtschafts- und Ökotourismus und die Gemeindeverwaltung ist bemüht, den Ort als ein Zentrum des Naturschutzes zu vermarkten. Es gibt eine Reihe von sehenswerten Tempelbauten, u. a. den Delong-Tempel (德龍宮,  Délóng gōng ) in Wuhu, den Xuanwang-Tempel (宣王宮,  Xuānwáng gōng ) im Dorf Xihu, der Xianhua-Tempel (顯化宮,  Xiǎnhuà gōng ) in Wuhu und den Feilong-Tempel (飛龍宮,  Fēilóng gōng ) in Sanhu.

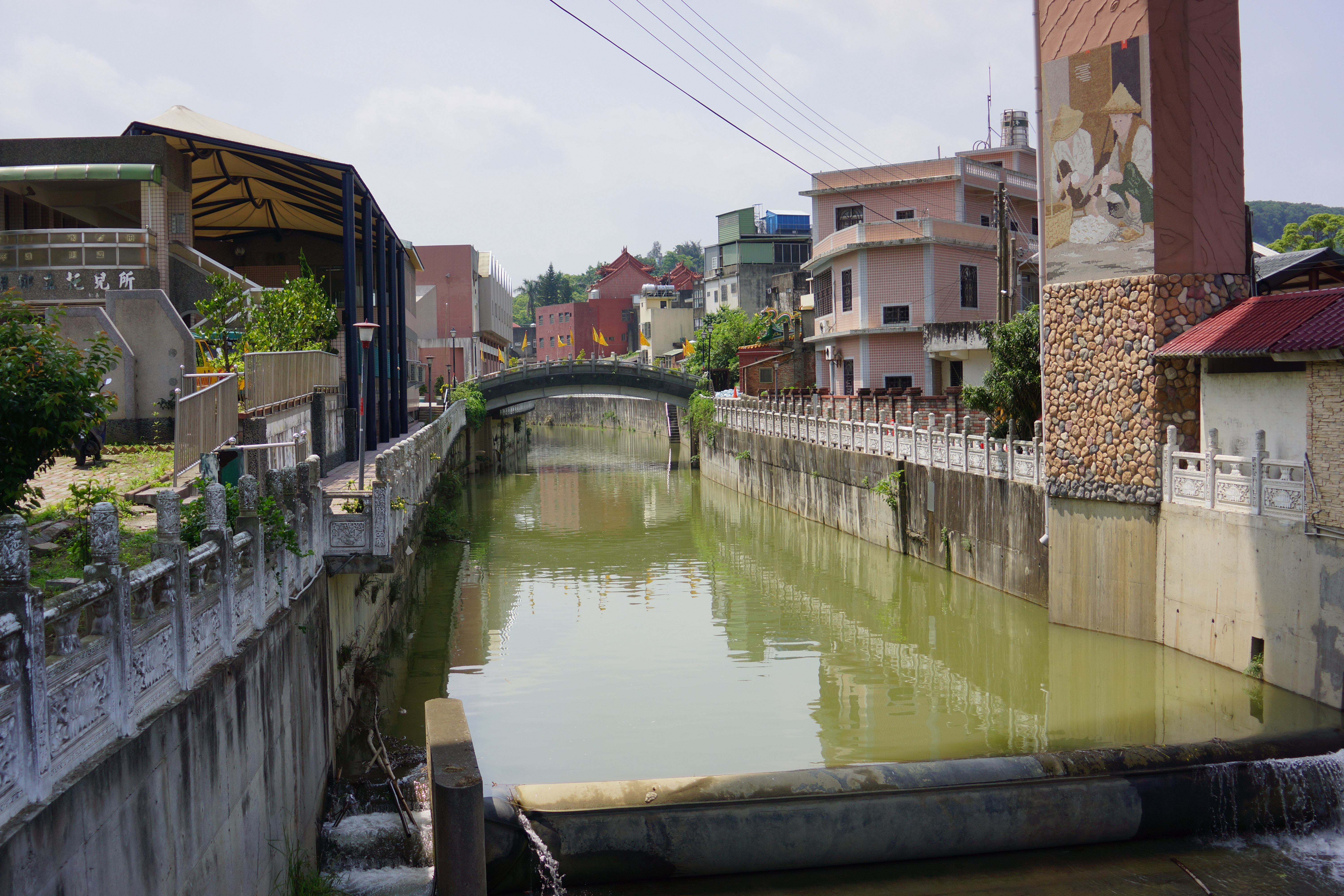
Der Bach Longdong Xi an der Grenze der Dörfer Hudong und Sanhu
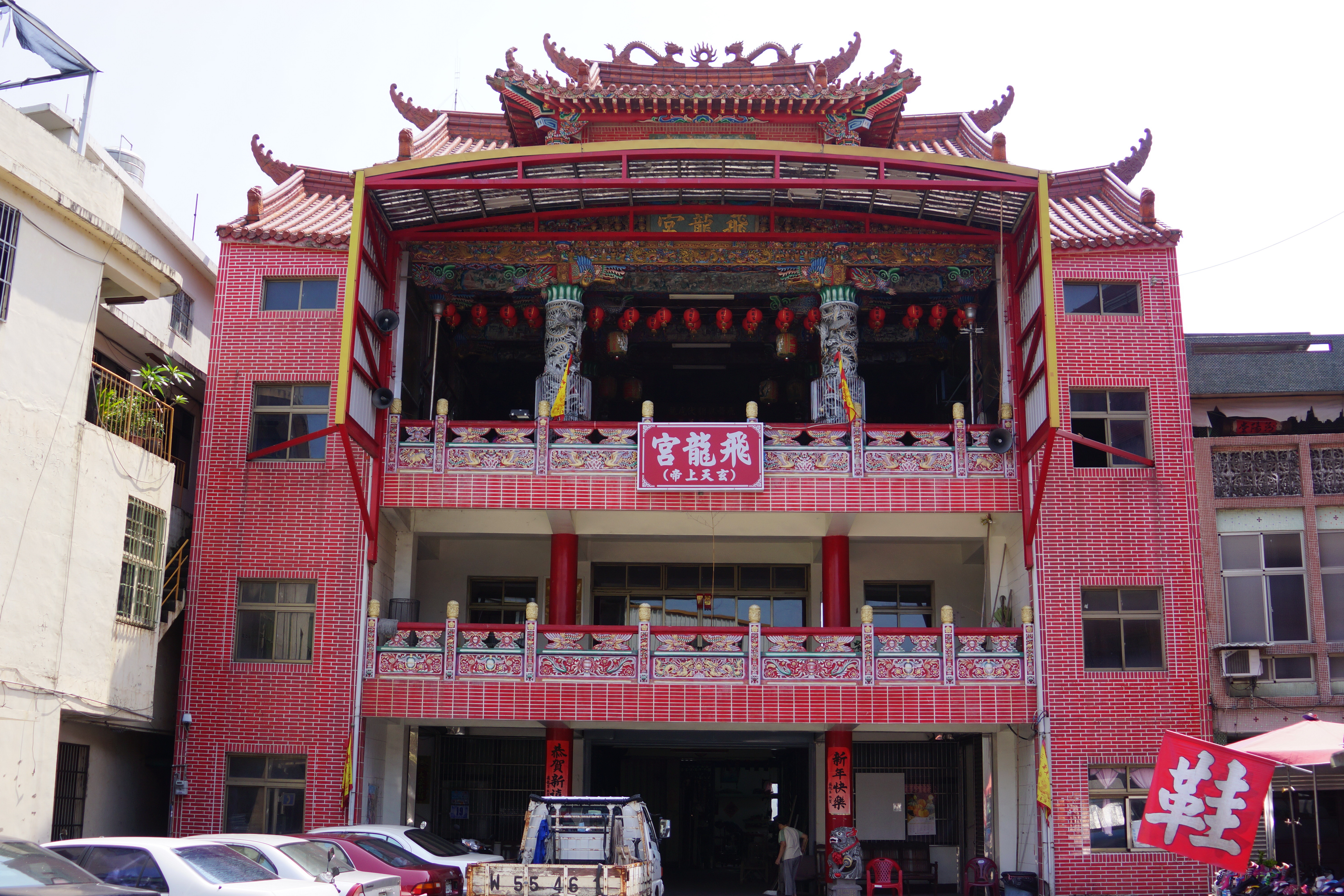
Feilong-Tempel